# Černíčský potok
Černíčský potok je drobný vodní tok v Plzeňském kraji. Pramení u Buršic a severovýchodně od Rabí se vlévá do Otavy. Potok je dlouhý 15,2 kilometru, plocha jeho povodí měří 61,4 km² a průtok v ústí je 0,28 m³/s.

## Průběh toku
Potok pramení u vsi Buršice v nadmořské výšce 610 metrů na jižním úpatí vrchu Brda v Blatenské pahorkatině. Teče směrem k jihovýchodu, protéká Miřenicemi a napájí rybníky Valcha, Letovský rybník, Duškovec a Kuchyňka. Pod Miřenicemi se do něj zleva vlévá Nalžovský potok. Východně od Černíče opouští Blatenskou pahorkatinu a vtéká do Šumavského podhůří. V závěru svého toku míjí Bojanovice a vzápětí se v nadmořské výšce 429 metrů vlévá zleva do Otavy. V úseku mezi Otěšínem a ústím do Otavy potok tvoří severní hranici přírodního parku Buděticko.